# 職種 (陸上自衛隊)
職種（日語：しょくしゅ）為日本陸上自衛隊對1等陸佐（上校）以下各隊員所屬兵種的稱呼。根據2001年《關於陸上自衛隊職種的訓令》（陸上自衛官の職種に関する訓令；平成13年陸上自衛隊訓令第18號），共可分為15種（野戰特科與高射特科分開則為16種。）職種。

## 概說
日本戰後廢除日軍，後在駐日盟軍總司令部批准下新建警察預備隊，遂以「職種」一詞取代舊日本陸軍使用的兵科，在分類上亦盡可能避免使用軍隊化用詞。警察預備隊演化為為保安隊和陸上自衛隊以後亦繼承這樣的風格。
警察預備隊主要分為一般部、技術部和行政部。一般部為普通科（步兵）和特科（砲兵），技術部為設施科（工兵）、運輸科、衛生科（醫務兵）、補給科（軍需部隊，後改稱需品科）、武器科、通信科和化學科，行政部則為保安科（憲兵，後改稱警務科）、會計科、法務科和總務科。
由於警察預備隊時代的法務科和總務科現在則已廢除，陸上自衛隊的法務官（陸上幕僚監部、各師團、各旅團等皆有配置。）分配於各職種。裝甲科為陸上自衛隊前身的保安隊時代（1953年8月）新設。而2009年3月26日新設情報科以處理軍事情報，目標是2014年時能有幹部（軍官）1300人、士官1900人接受過情報訓練。
一等陸佐以下的陸上自衛官原則上是依照各自的職種分別配屬於各部隊，不過這樣的原則僅嚴格適用於具有較多一等陸佐相當職（如連隊長、群長）的普通科與特科，其他職種因為高階幹部昇遷位置有限之故，存在配至於他職種的狀況（如佐藤正久等）。
而職種徽章（日語：。日本法令上簡稱為「き章」），指的是以該職種主要使用的工具為該職種象徵製成的徽章，不過像美軍所有的副官、法務、特戰等，因為自衛隊並無該科別而無相關徽章。
高射特科（防空砲兵）之外的戰鬥職種學校皆位於富士學校，而後方職種學校除了警務科、會計科和情報科位於小平學校，其餘各職種皆有各自的職種學校。
不過音樂科並未擁有職種學校。

## 各職種

### 普通科（Infantry）
相當於步兵，使用輕武器和迫擊砲進行接進戰的部隊，作為陸上自衛隊的主要部隊而擁有最多的人員。職種徽章為兩把交叉的步槍、櫻花星章（象徵陸上自衛隊）和月桂樹葉（象徵勝利）組合而成，其職種學校為富士學校普通科部。

### 裝甲科（Armoured）
即裝甲兵，分為戰車部隊和偵查部隊。職種徽章為戰車和天馬（象徵偵察）組合而成，其職種學校為富士學校裝甲科部。

### 特科（Artillery）
相當於砲兵，分為野戰特科（野戰砲兵）與高射特科（高射砲兵），也擔當接待外賓時鳴放禮炮之職。
- 野戰特科（Field Artillery）

方面隊配屬特科團或方面特科隊，師團、旅團則配屬特科連隊或特科隊。主要裝備為155mm榴彈砲 FH70等。職種徽章為砲口、加農砲和火箭彈組合而成，其職種學校為富士學校特科部。
- 高射特科（Antiaircraft Artillery）

方面隊配屬高射特科團或高射特科群，師團配屬高射特科大隊（第7師團則為高射特科連隊），旅團配屬高射特科中隊（第15旅團則為高射特科群）。由於防空工作全面交由航空自衛隊負責，陸上自衛隊高射特科部隊為使用低高度誘導彈和87式自走高射砲等，用於個別部隊與設施的防空武裝。職種徽章為主要裝備的高射機關砲和誘導彈組合而成，其職種學校為陸上自衛隊高射學校（位於下志津駐屯地）。

### 航空科（Aviation）
相當於陸軍航空兵，使用各種飛行器支援地面部隊。職種徽章為中央有旋翼（象徵直升機）的圖案盾為中心飾以兩側的翼，其職種學校為陸上自衛隊航空學校（位於明野駐屯地）。

### 設施科（Engineer）
相當於工兵，負責建構防衛工事等工作。職種徽章為用橋連結的三座城城（象徵築城和架橋這兩項施設科代表性的工作），為Engineer之字首E橫放而成。職種學校為陸上自衛隊施設學校（位於勝田駐屯地）。

### 通信科（Signal）
相當於通信兵，負責各種通信系統的建構、維持和運作。職種徽章為雷（象徵無線電）與狼煙（古代通訊的手段）組合而成，職種學校為陸上自衛隊通信學校（位於久里濱駐屯地）。

### 武器科（Ordnance）
負責彈藥、武器、車輛的整備與未爆彈處理的部隊。職種徽章為火焰彈與兩把板手組合成頭盔形（與美國陸軍軍械兵的兵科章相似，不過板手位置不同。另外，受過未爆彈處理訓練者，則可配帶未爆彈處理章。），職種學校為陸上自衛隊武器學校（位於土浦駐屯地）。

### 需品科（Quartermaster）
軍需部隊，負責糧食、燃料和後勤補給，亦常負責救災的災民援助工作（給水、洗滌支援）。職種徽章為鑰匙（象徵補給品管理確實）、漏斗（象徵分發補給的工作）和新月（象徵糧食）組合而成，職種學校為陸上自衛隊需品學校（位於松戶駐屯地）。

### 運輸科（Transportation）
相當於運輸兵，使用大型車輛運用人員與裝備，並負責管理汽車訓練所的部隊。職種徽章為中央為方向盤（象徵卡車）的舵輪（象徵船舶）與其水平兩側的翼（象徵飛機），職種學校為陸上自衛隊運輸學校（位於朝霞駐屯地）。

### 化學科（Chemical）
相當於化學兵，負責化學防護戰。職種徽章為燒瓶（象徵化學藥品）與櫻星組合而成。職種學校為陸上自衛隊化學學校（位於大宮駐屯地）。

### 警務科（Military Police）
相當於憲兵，執行自衛隊內司法警察職務和保安工作。職種徽章中心為以中央是警（警務科的字首）字的旭日章，下方則為交叉的兩根警棍與櫻葉。職種學校為陸上自衛隊小平學校 警務教育部（位於小平駐屯地）。

### 會計科（Finance）
負責管理出納等會計業務。職種徽章中央為鑽石（象徵金錢）周圍則為櫻葉，下方則有Fin（英文財務Finance的縮寫）三字。職種學校為陸上自衛隊小平學校會計教育部（位於小平駐屯地）。

### 衛生科（Medic）
相當於醫務兵，負責治療傷病患。職種徽章為阿斯克勒庇俄斯之杖（象徵醫療）與櫻花組合而成。職種學校為陸上自衛隊衛生學校（位於三宿駐屯地）。

### 音樂科（Military band）
相當於軍樂隊，負責演奏音樂。職種徽章為包含在圓形內的豎琴，雖無職種學校但相當地位者為陸上自衛隊中央音樂隊（位於朝霞駐屯地）。

### 情報科（Military Intelligence）
相當於軍情部隊，負責專業的諜報和防諜活動。職種學校為小平學校情報教育部。

## 隊種標識色
隊種標識色為陸上自衛官其手臂部隊章、自衛隊旗外的部隊旗底部和參加閱兵時戰鬥服飾帶色。而防衛大臣直轄部隊等各職種混編部隊則會使用白色的隊旗。

如：第6師團部隊章 （普通科隊種標識色為紅色）

| 職種   | 顏色   | 備註                                                     |
| ------ | ------ | -------------------------------------------------------- |
| 普通科 | 紅色   | 與舊日本陸軍步兵科（緋）相近。                           |
| 裝甲科 | 橙色   |                                                          |
| 特科   | 黃色   | 與舊日本陸軍砲兵科（黃）相近。                           |
| 航空科 | 初音色 | 與舊日本陸軍航空兵科（淡紺青）相近。                     |
| 設施科 | 深棕色 | 與舊日本陸軍工兵科（鳶）相近。                           |
| 通信科 | 青色   |                                                          |
| 化學科 | 淺棕色 |                                                          |
| 武器科 | 黃綠色 |                                                          |
| 需品科 | 棕色   | 與舊日本陸軍經理部（銀茶）相似。                         |
| 運輸科 | 紫色   |                                                          |
| 衛生科 | 深綠色 | 與舊日本陸軍軍醫部（深綠）相近。                         |
| 情報科 | 淺藍色 |                                                          |
| 其他   | 藍色   | 方面總監部、駐屯地業務隊、方面後方支援隊等諸職種編合部隊 |

## 外部連結
- 陸上自衛隊職種色與職種徽章 （页面存档备份，存于）